# Skupina galaxií M 74
Skupina galaxií M74 (anglicky označovaná také NGC 628 Group) je malá skupina galaxií v souhvězdí Ryb. Skupina nese označení podle nejjasnější galaxie této skupiny, kterou je k Zemi čelně natočená galaxie Messier 74, vzdálená od Země přibližně 35 milionů světelných let.
Mezi další členy skupiny patří pekuliární spirální galaxie NGC 660 a několik menších nepravidelných galaxií. Skupina tvoří spolu s dalšími blízkými skupinami Místní nadkupu galaxií (Nadkupu galaxií v Panně).

## Členové skupiny
Následující tabulka ukazuje ty členy Skupiny galaxií M74, na kterých se shodují Nearby Galaxies Catalog, Lyons Groups of Galaxies (LGG) Catalog a tři seznamy této skupiny vytvořené při průzkumu Nearby Optical Galaxies.
| Název      | Typ        | R.A. (J2000) | Dec. (J2000) | Rudý posuv (km/s) | Magnituda |
| ---------- | ---------- | ------------ | ------------ | ----------------- | --------- |
| Messier 74 | SA(s)c     | 1h 36m 41,7s | +15°47′1″    | 657 ± 1           | 10,0      |
| NGC 660    | SB(s)a pec | 1h 43m 2,4s  | +13°38′42″   | 850 ± 1           | 12,0      |
| UGC 1176   | Im         | 1h 40m 9,9s  | +15°54′17″   | 630 ± 0           | 14,4      |
| UGC 1195   | Sc         | 1h 42m 27,0s | +13°58′37″   | 774 ± 3           | 13,9      |
| UGC 1200   | IBm        | 1h 42m 48,3s | +13°9′22″    | 808 ± 4           | 14,0      |

Dalšími možnými členy skupiny (uváděnými pouze v jednom nebo dvou z výše uvedených zdrojů) jsou nepravidelné galaxie UGC 891, UGC 1104, UGC 1171, UGC 1175 a UGCA 20.